# 董志文
董志文（1933年9月—2022年3月12日），山西忻州人。1950年7月加入中国共产党。1955年7月起历任平江县农水局局长、县委组织部长、区委书记；临湘县县革委会主任；岳阳地委副书记、书记；岳阳地革委副主任、主任；湖南省委书记（时设第一书记）兼宣传部长、常委、政法委书记；湖南省第八届人大常委会副主任等职。现任湖南省计划生育协会会长。